# Eupelmus benthami
Eupelmus benthami är en stekelart som först beskrevs av Girault 1915.  Eupelmus benthami ingår i släktet Eupelmus och familjen hoppglanssteklar. Inga underarter finns listade i Catalogue of Life.